# هاروود گرینهالگ
هاروود گرینهالگ (به انگلیسی: Harwood Greenhalgh) بازیکن فوتبال زادهٔ ۶ مارس ۱۸۴۹ اهل کشور انگلستان که سابقهٔ بازی در تیم ملی فوتبال انگلستان را در کارنامهٔ خود دارد. وی در تاریخ ۳۰ نوامبر ۱۸۷۲ نخستین بازی ملی خود را در مقابل تیم ملی فوتبال اسکاتلند انجام داد و با حضور در ۲ بازی ملی، در تاریخ ۸ مارس ۱۸۷۳ واپسین بازی ملی‌اش را در برابر تیم ملی فوتبال اسکاتلند برگزار کرد.